# Oulankajoki
Der Fluss Oulankajoki (finnisch) oder Olanga (russisch Оланга) durchfließt in West-Ost-Richtung die Mittelgebirgslandschaft der Region Kuusamo in der finnischen Landschaft Nordösterbotten etwas südlich des Polarkreises.
Seinen Ursprung hat der Fluss in den Moorgebieten nahe Salla. Später durchfließt er Seen und mäandrierende Fließstrecken. Im Nationalpark Oulanka durchbricht der Fluss canyonartige Felsdurchbrüche. Von Süden her kommend trifft der Kitkajoki auf den Oulankajoki. Nach dem Übertritt nach Russland trifft der Kuusinkijoki von Süden kommend auf den Oulankajoki, bevor dieser in den Paanajärvi-See mündet.
Als Olanga setzt der Fluss vom Ostende des Sees zum Pjaosero seinen Lauf fort.

## Freizeit
Der Oulankajoki ist ein beliebter Fluss für mehrtägige Kanutouren. Im Oberlauf findet kommerzielles Rafting statt.